# Era de la revolución
Era de la revolución o era de las revoluciones es un término usado por la historiografía para designar al periodo que abre la Edad Contemporánea, desde finales del siglo XVIII hasta mediados del siglo XIX, periodo en el cual tuvo lugar un buen número de significativos movimientos revolucionarios agrupados en ciclos revolucionarios que con sucesivos avances revolucionarios y retrocesos reaccionarios  por disolver la formación económico social del Antiguo Régimen (completando la prolongada transición del feudalismo al capitalismo, sustituyendo las desigualdades propias de la sociedad estamental por las de la sociedad de clases y eliminando o limitando el poder de la monarquía absoluta instaurando diversas formas de estado liberal). En un proceso de modernización de larga duración (lento y paulatino, con el paso de las generaciones y que se prolongó mucho más allá de ese periodo, hasta el siglo XX), la sociedad preindustrial iba dando paso a la modernidad característica de la sociedad de estrías, lo que implicaba todos los ámbitos, incluidos los ideológicos, los artísticos (arte moderno) los científicos (revolución darwiniana) y las mentalidades.
Tales revoluciones, en el plano histórico, fueron las denominadas revoluciones burguesas o revoluciones liberales simultáneas a la Primera Revolución Industrial: desde la Revolución estadounidense o Independencia de Estados Unidos (1776) hasta la Revolución de 1848; pasando por la Revolución francesa, la Revolución haitiana, las Guerras de Independencia Hispanoamericanas, la Revolución de 1820 y la Revolución de 1830. El hecho de que el ciclo inicial tuviera lugar a ambos lados del océano Atlántico ha permitido hablar de Revoluciones atlánticas o ciclo atlántico de las revoluciones liberales.